# Società Polisportiva Ars et Labor 1998-1999
Questa pagina raccoglie le informazioni riguardanti la Società Polisportiva Ars et Labor nelle competizioni ufficiali della stagione 1998-1999.

## Stagione
Nella stagione 1998-1999 la SPAL riparte dalla Serie C1 sempre con Gianni De Biasi in panchina, mantenendo l'intelaiatura dell'ultima vincente stagione eccezion fatta per Fausto Pari. Gli innesti principali sono il centrocampista Roberto Antonioli e gli attaccanti Fabio Lucidi e Ciro Ginestra. È una squadra collaudata, che gioca bene e parte altrettanto felicemente, disputando un discreto girone di andata. I problemi si manifestano nel girone di ritorno, quando la squadra ferrarese pur giocando un buon calcio perde alcune partite, scivolando di qualche posizione. Dopo il ko interno con il Siena, il presidente Giovanni Donigaglia si scatena pubblicamente contro l'allenatore, delegittimando De Biasi e minando l'ambiente spallino. Con questo clima teso, la squadra non raggiunge nemmeno i play-off, chiudendo il torneo al settimo posto. A parziale consolazione ma di prestigio, giunge la conquista della Coppa Italia di Serie C, trofeo conquistato per la prima volta, nella doppia finale contro gli umbri del Gualdo, dopo aver ottenuto la qualificazione con il secondo posto nel girone F, ed aver eliminato il Lumezzane nei sedicesimi, il Cittadella negli ottavi, la Pro Vercelli nei quarti, il Siena in semifinale.

## Rosa
| N. |                   | Ruolo | Calciatore          |
| -- | ----------------- | ----- | ------------------- |
|    | Italia (bandiera) | C     | Emilio Affuso       |
|    | Italia (bandiera) | D     | Simone Airoldi      |
|    | Italia (bandiera) | C     | Luca Albieri        |
|    | Italia (bandiera) | C     | Roberto Antonioli   |
|    | Italia (bandiera) | C     | Roberto Ardeni      |
|    | Italia (bandiera) | D     | Pietro Assennato    |
|    | Italia (bandiera) | C     | Andrea Boscolo      |
|    | Italia (bandiera) | C     | Edoardo Braiati     |
|    | Italia (bandiera) | C     | Gaspare Cacciola    |
|    | Italia (bandiera) | A     | Emanuele Cancellato |
|    | Italia (bandiera) | P     | Riccardo Cervellati |
|    | Italia (bandiera) | D     | Riccardo Fimognari  |
|    | Italia (bandiera) | C     | Massimo Gadda       |

| N. |                   | Ruolo | Calciatore          |
| -- | ----------------- | ----- | ------------------- |
|    | Italia (bandiera) | A     | Manolo Gennari      |
|    | Italia (bandiera) | A     | Ciro Ginestra       |
|    | Italia (bandiera) | C     | Alfonso Greco       |
|    | Italia (bandiera) | C     | Luca Lomi           |
|    | Italia (bandiera) | A     | Fabio Lucidi        |
|    | Italia (bandiera) | D     | Thomas Manfredini   |
|    | Italia (bandiera) | C     | Salvatore Papotto   |
|    | Italia (bandiera) | D     | Marco Pennacchietti |
|    | Italia (bandiera) | P     | Andrea Pierobon     |
|    | Italia (bandiera) | D     | Umberto Salamone    |
|    | Italia (bandiera) | D     | Simone Venturi      |
|    | Italia (bandiera) | A     | Alex Visentin       |

## Risultati

### Serie C1 (girone A)

#### Girone di andata
| Arbitro: | Cavallaro (Legnago) |

|                      |           |                       |
| Menchetti 61’ (rig.) | Marcatori | 20’ (rig.) Cancellato |

| Arbitro: | Manari (Teramo) |

|                                                             |           |  |
| Salamone 44’ Airoldi 48’ Ginestra 82’ Cancellato 87’ (rig.) | Marcatori |  |

| Arbitro: | Cassarà (Palermo) |

|              |           |                                             |
| Verolino 58’ | Marcatori | 16’ Lucidi 48’ Cancellato 85’, 90’ Ginestra |

| Arbitro: | Strocchia (Nola) |

|                   |           |                    |
| Ginestra 10’, 76’ | Marcatori | 65’ (rig.) Bonaldi |

| Arbitro: | N. Ayroldi (Molfetta) |

|          |           |  |
| Sala 22’ | Marcatori |  |

| Arbitro: | Campofiorito (Chiavari) |

|              |           |                       |
| Visentin 61’ | Marcatori | 90+2’ (rig.) Caverzan |

| Arbitro: | Cassarà (Palermo) |

|                      |           |            |
| Albieri 90+3’ (rig.) | Marcatori | 69’ Fiorio |

| Arbitro: | Maselli (Lucca) |

|               |           |              |
| Chiaretti 29’ | Marcatori | 83’ Salamone |

| Arbitro: | Cuttica (Alessandria) |

|                           |           |              |
| Ginestra 61’ Lucidi 90+1’ | Marcatori | 45’ Fioretti |

| Arbitro: | D'Agostini (Frosinone) |

|                       |           |  |
| G. Ferrari 81’ (rig.) | Marcatori |  |

| Arbitro: | Ciccoianni (Ascoli Piceno) |

|                                |           |           |
| Cancellato 3’, 18’ Airoldi 43’ | Marcatori | 16’ Bravo |

| Arbitro: | Ardito (Bari) |

|  |           |                |
|  | Marcatori | 82’ Cancellato |

| Arbitro: | Alario (Civitavecchia) |

|                |           |                  |
| Cancellato 89’ | Marcatori | 53’ De Silvestro |

| Arbitro: | Cannella (Palermo) |

|                                      |           |               |
| Rocchi 31’ (rig.) Saudati 46’ (rig.) | Marcatori | 12’ Antonioli |

| Arbitro: | Esposito (Trapani) |

|                            |           |               |
| Albieri 75’ Cancellato 86’ | Marcatori | 52’ Altobelli |

| Arbitro: | Lombardi (Lanciano) |

|             |           |  |
| Zamuner 45’ | Marcatori |  |

| Arbitro: | Angrisani (Salerno) |

|              |           |  |
| Salamone 32’ | Marcatori |  |

#### Girone di ritorno
| Arbitro: | Gabriele (Frosinone) |

|              |           |                        |
| Ginestra 71’ | Marcatori | 51’ Falco 76’ Nincheri |

| Arbitro: | Cirone (Palermo) |

|            |           |           |
| Scarpa 44’ | Marcatori | 8’ Affuso |

| Arbitro: | Benedetto (Messina) |

|                       |           |  |
| Cancellato 22’ (rig.) | Marcatori |  |

| Livorno 31 gennaio 1999 21ª giornata | Livorno            | 0 – 0 | SPAL | Stadio Armando Picchi\| Arbitro: \| Esposito (Trapani) \| |
| Arbitro:                             | Esposito (Trapani) |       |      |                                                           |

| Ferrara 14 febbraio 1999 22ª giornata | SPAL               | 0 – 0 | Lecco | Stadio Paolo Mazza\| Arbitro: \| Palmieri (Cosenza) \| |
| Arbitro:                              | Palmieri (Cosenza) |       |       |                                                        |

| Arezzo 21 febbraio 1999 23ª giornata | Arezzo                      | 0 – 0 | SPAL | Stadio Comunale\| Arbitro: \| Girardi (San Donà di Piave) \| |
| Arbitro:                             | Girardi (San Donà di Piave) |       |      |                                                              |

| Arbitro: | D'Agostini (Frosinone) |

|                     |           |                                 |
| De Zerbi 64’ (rig.) | Marcatori | 45’, 71’ Ginestra 76’ Assennato |

| Ferrara 6 marzo 1999 25ª giornata | SPAL                 | 0 – 0 | Montevarchi | Stadio Paolo Mazza\| Arbitro: \| Gabriele (Frosinone) \| |
| Arbitro:                          | Gabriele (Frosinone) |       |             |                                                          |

| Arbitro: | Esposito (Trapani) |

|              |           |             |
| Vendrame 24’ | Marcatori | 52’ Airoldi |

| Arbitro: | N. Ayroldi (Molfetta) |

|  |           |                       |
|  | Marcatori | 59’ (aut.) Cancellato |

| Saronno 3 aprile 1999 28ª giornata | Saronno           | 0 – 0 | SPAL | Stadio Colombo-Gianetti\| Arbitro: \| Urbano (Carbonia) \| |
| Arbitro:                           | Urbano (Carbonia) |       |      |                                                            |

| Arbitro: | Marino (Roma) |

|  |           |                |
|  | Marcatori | 19’ Migliorini |

| Arbitro: | Dondarini (Finale Emilia) |

|              |           |              |
| Pistella 63’ | Marcatori | 68’ Ginestra |

| Arbitro: | Saccani (Mantova) |

|              |           |  |
| Affuso 90+4’ | Marcatori |  |

| Arbitro: | Plmieri (Cosenza) |

|              |           |  |
| Cecchini 53’ | Marcatori |  |

| Arbitro: | Calcagno (Nichelino) |

|                |           |           |
| Cancellato 90’ | Marcatori | 33’ Taldo |

| Arbitro: | Palmieri (Cosenza) |

|              |           |  |
| Saverino 65’ | Marcatori |  |

## Coppa Italia

### Girone F
| Arbitro: | Cecotti (Udine) |

|              |           |  |
| Ginestra 81’ | Marcatori |  |

| 26 agosto 1998 2ª giornata |  | – Turno di riposo Spal |  |  |

| Rimini 30 agosto 1998 3ª giornata | Rimini                   | 0 – 0 | SPAL | Stadio Romeo Neri\| Arbitro: \| Morganti (Ascoli Piceno) \| |
| Arbitro:                          | Morganti (Ascoli Piceno) |       |      |                                                             |

| Arbitro: | Verrucci (Fermo) |

|                                               |           |  |
| Assennato 45’ Gennari 47’, 90’ Cancellato 50’ | Marcatori |  |

| Arbitro: | P. Rossi (Forlì) |

|               |           |  |
| Mazzucato 57’ | Marcatori |  |

### Fasi finali
| Arbitro: | Calcagno (Nichelino) |

|                  |           |          |
| Taldo 32’ (rig.) | Marcatori | 85’ Lomi |

| Arbitro: | Zaltron (Bassano del Grappa) |

|                                      |           |  |
| O. Brevi 40’ (aut.) Gennari 74’, 77’ | Marcatori |  |

| Arbitro: | Saccani (Mantova) |

|               |           |                                        |
| Tomaselli 16’ | Marcatori | 11’ Manfredini 47’, 51’ (rig.) Albieri |

| Arbitro: | Gasperoni (Ancona) |

|  |           |            |
|  | Marcatori | 31’ Soncin |

| Arbitro: | Manari (Teramo) |

|  |           |                 |
|  | Marcatori | 19’, 31’ Lucidi |

| Arbitro: | Ciulli (Roma) |

|  |           |              |
|  | Marcatori | 39’ Fabbrini |

| Ferrara 10 marzo 1999 Semifinale - Andata | SPAL              | 0 – 0 | Siena | Stadio Paolo Mazza\| Arbitro: \| Cassarà (Palermo) \| |
| Arbitro:                                  | Cassarà (Palermo) |       |       |                                                       |

| Arbitro: | Palmieri (Cosenza) |

|                                                                    |                      |                                                                   |
| D'Aizara Fiorin Pinton Migliorini Arcadio Mignani Gamberi Clementi | Tiri di rigore 6 – 7 | Ginestra Albieri Antonioli Fimognari Lucidi Assennato Lomi Affuso |

### Finali
| Arbitro: | S. Ayroldi (Molfetta) |

|  |           |                 |
|  | Marcatori | 15’ (aut.) Luzi |

| Ferrara 28 aprile 1999 Ritorno | SPAL                  | 0 – 0 | Gualdo | Stadio Paolo Mazza\| Arbitro: \| Linfatici (Viareggio) \| |
| Arbitro:                       | Linfatici (Viareggio) |       |        |                                                           |